# Lissochlora calida
Lissochlora calida är en fjärilsart som beskrevs av Paul Dognin 1898. Lissochlora calida ingår i släktet Lissochlora och familjen mätare. Inga underarter finns listade i Catalogue of Life.